# Stirtonanthus
Genre
Synonymes
- Stirtonia B.-E.van Wyk & A.L.Schutte[2]

Stirtonanthus  est un genre de plantes à fleurs dicotylédones de la famille des Fabaceae, sous-famille des Faboideae, qui comprend trois espèces acceptées. Ce sont des arbustes originaires d'Afrique du Sud.

## Description
Ce sont  des arbustes poussant dans la végétation de type maquis du fynbos de la région du Cap.

## Liste d'espèces
Selon The Plant List (2 décembre 2018) :
- Stirtonanthus chrysanthus (Adamson) B.-E.van Wyk & A.L.Sc
- Stirtonanthus insignis (Compton) B.-E.van Wyk & A.L.Sc
- Stirtonanthus taylorianus (L.Bolus) B.-E.van Wyk & A.L.Sc